# Nadine Faustin
Nadine Faustin-Parker, Nadine Faustin, née le 14 avril 1976, est une athlète haïtienne, pratiquant le 110 mètres haies.

## Biographie
Possédant à son palmarès une médaille de bronze aux jeux des Caraïbes et d'Amérique Centrale en 2002 et une médaille d'argent pour l'édition 2006 de ces mêmes jeux, elle a participé aux Championnats du monde d'athlétisme lors des éditions 1999, 2001, 2003 et 2005, Championnats du monde d'athlétisme en salle en 2001, 2003, 2004 et 2006 et aux Jeux olympiques d'été en 2000 et 2004. Cependant, dans aucune de ces compétitions, elle n'a réussi à atteindre le stade des finales.

## Palmarès

### Jeux panaméricains
- Jeux Panaméricains de 2003 à Saint-Domingue ( République dominicaine)
  - 7e sur 100 m haies